# Poslovanje
Poslovanje (eng. business) je aktivnost zarade za život ili zarade proizvodnjom ili kupovinom i prodajom proizvoda (kao što su robe i usluge), "bilo koja djelatnost ili pothvat u koji se ulazi radi postizanja dobiti."
Poslovanje je dominantno u kapitalističkim ekonomijama, gdje većinu posjeduju privatnici i omogućuju dobra i usluge kupcima, radi postizanja profita. Poslovanje također može biti i neprofitno ili u državnom vlasništvu. 
Internetsko poslovanje ili e-poslovanje je bilo koja poslovna ili komercijalna transakcija koja uključuje dijeljenje podataka putem interneta. Trgovina predstavlja razmjenu proizvoda i usluga između poduzeća, grupa i pojedinaca i može se smatrati jednom od bitnih aktivnosti bilo kojeg posla. Elektronička trgovina usredotočena je na upotrebu informacijske i komunikacijske tehnologije kako bi se omogućile vanjske aktivnosti i odnosi poduzeća s pojedincima, skupinama i drugim poduzećima, dok se e-poslovanje odnosi na poslovanje uz pomoć interneta. Elektroničko poslovanje razlikuje se od elektroničke trgovine, jer se ne bavi samo internetskim transakcijama prodaje i kupnje proizvoda i / ili usluge već omogućuje i vođenje poslovnih procesa (ulazna / izlazna logistika, proizvodnja i poslovanje, marketing i prodaja, korisnička usluga) unutar lanca vrijednosti putem unutarnjih ili vanjskih mreža. Izraz "e-poslovanje" smislio je IBM-ov marketinški i internetski tim 1996. godine.
Uredsko poslovanje je skup pravila, mjera u postupanju s pismenima, njihovu primanju i izdavanju pismena, njihovoj evidenciji i dostavi u rad, obradi, korištenju, otpremanju, čuvanju, izlučivanju i predaji arhivu ili drugom nadležnom tijelu. Obuhvaća primanje i pregledanje pošte, vođenje spisa, njihovo dostavljanje u rad, administrativno-tehničku obradu, otpremanje pošte, razvođenje spisa, kao i njihovo odlaganje u arhiv (arhiviranje) i čuvanje. 
Poslovanje bez gubitaka postiže se, ako se provođenjem reinženjeringa osposobljavamo za proizvodnju bez zaliha, bez gubitaka i točno na vrijeme.
Društveno odgovorno poslovanje (uključujući društvenu reakciju, društveni učinak) je rad tvrtke u korist tvrtke i svih njezinih dionika. Ne postoji jedinstveno viđenje društvene odgovornosti, ali govori se o postojanju tri kruga. Uži krug odnosi se na osnovnu odgovornost za učinkovito funkcioniranje ekonomske funkcije poduzeća, srednji krug uzima u obzir društvene vrijednosti i prioritete, a vanjski krug odnosi se na nove oblike odgovornosti, koje tvrtka mora pobijediti ako želi pridonijeti društvenom okruženju. Izrazi društvene odgovornosti mijenjali su se tijekom godina, a također su se razlikovali prema autorima. Najopćenitija definicija pojma društvene odgovornosti predstavlja ga kao obvezu čovječanstva za postizanje zajedničkih ciljeva. Rad tvrtke i njezin razvoj ovisi o radu svih njezinih organizacija, a posebno o tvrtkama koje predstavljaju najutjecajnije institucije modernog svijeta. Zato se pojam društvene odgovornosti jasno pojavljuje u vezi s tvrtkama. Općenito se može definirati kao odgovornost svih poslovnih subjekata, posebno vlasnika i menadžera koji nastoje udovoljiti potrebama i interesima okruženja tvrtke i same tvrtke.